# Mario Trevi - 18º volume
 Mario Trevi - 18° volume, pubblicato nel 1983 su 33 giri (PMT 85) e Musicassetta (PMC 85), è un album discografico del cantante Mario Trevi.

## Il disco
Il disco contiene brani inediti di Mario Trevi. Iniziate ad abbandonare le canzoni di cronaca e le sceneggiate, Trevi ritorna a trattare il tema della canzone melodica, adattandosi alle nuove tematiche nascenti.
La direzione degli arrangiamenti è del M°Tony Iglio, con la collaborazione del Coro Gli Angel's.

## Tracce
1. 'O sapevo già (Iglio-Iglio)
2. Cu tte (Riccio-Iglio)
3. 'A nocchettina (Moxedano-Iglio)
4. Sento (Moxedano-Iglio)
5. 'Nu bicchiere d'acqua e dduje caffè (Sciotti-Iglio)
6. Fortunatissimo (Moxedano-Stellato)
7. Ma che bella nutizia (Fiore-Ricci)
8. Spusannemo a tte (Gini-Iengo-Iglio)
9. 'O ritardo (Fiore-Iglio)
10. Stazione centrale (Pisano-Alfieri)